# Кучі-Чал
Кучі-Чал (перс. كوچي چال) — село в Ірані, у дегестані Сардар-е-Джанґаль, у бахші Сардар-е-Джанґаль, шагрестані Фуман остану Ґілян. За даними перепису 2006 року, його населення становило 484 особи, що проживали у складі 137 сімей.

## Клімат
Середня річна температура становить 14,04 °C, середня максимальна – 27,87 °C, а середня мінімальна – -1,06 °C. Середня річна кількість опадів – 728 мм.
| Клімат поселення                              | Клімат поселення | Клімат поселення | Клімат поселення | Клімат поселення | Клімат поселення | Клімат поселення | Клімат поселення | Клімат поселення | Клімат поселення | Клімат поселення | Клімат поселення | Клімат поселення | Клімат поселення |
| Показник                                      | Січ.             | Лют.             | Бер.             | Квіт.            | Трав.            | Черв.            | Лип.             | Серп.            | Вер.             | Жовт.            | Лист.            | Груд.            |                  |
| Середній максимум, °C                         | 9,58             | 10,11            | 12,33            | 18,00            | 22,20            | 25,90            | 27,87            | 27,46            | 23,22            | 20,96            | 16,80            | 12,16            |                  |
| Середня температура, °C                       | 4,26             | 4,80             | 7,02             | 12,69            | 16,84            | 20,57            | 23,52            | 23,11            | 18,85            | 16,60            | 12,44            | 7,80             |                  |
| Середній мінімум, °C                          | −1,06            | −0,52            | 1,69             | 7,36             | 11,54            | 15,24            | 19,16            | 18,75            | 14,49            | 12,25            | 8,08             | 3,43             |                  |
| Норма опадів, мм                              | 74               | 61               | 67               | 58               | 38               | 23               | 13               | 30               | 65               | 97               | 83               | 119              |                  |
| Середньомісячна швидкість вітру, м/с          | 2.21             | 2.30             | 2.40             | 2.30             | 2.28             | 2.48             | 2.56             | 2.37             | 2.08             | 2.00             | 1.90             | 1.91             |                  |
| Середньомісячна сонячна радіація, кДж/м²·день | 6987             | 9176             | 11280            | 15834            | 19979            | 22592            | 23274            | 19883            | 16344            | 11286            | 8716             | 6703             |                  |
| --------------------------------------------- | ---------------- | ---------------- | ---------------- | ---------------- | ---------------- | ---------------- | ---------------- | ---------------- | ---------------- | ---------------- | ---------------- | ---------------- | ---------------- |
| Джерело:                                      |                  |                  |                  |                  |                  |                  |                  |                  |                  |                  |                  |                  |                  |